# Лепидозамия Хоупа
Лепидозамия Хоупа (лат. Lepidozamia hopei) — вид саговников семейства Замиевые (лат. Zamiaceae). Видовое название дано в честь Луи Хоупа (Louis Hope, 1817—1894), скотовода и выдающегося пионера в сахарной промышленности Квинсленда.

## Описание
Стебель прямой, до 17 м высотой, 50 см в диаметре, гладкие и бледно-жёлтого коричневого цвета. Листья многочисленные, до 100 в кроне, длиной 200—300 см; черешок длиной 30-60 см, гладкий. Листовых фрагментов 160—200, листья мягко кожистые, тёмно-зелёные и очень глянцевые, длиной 20-40 см, шириной 15-30 мм, с 15-30 параллельными жилками. Пыльцевые шишки цилиндрические, длиной 25-40 см, 8-14 см в диаметре. Семенные шишки яйцевидные, длиной 40-60 см, 20-30 см в диаметре. Семена длиной 4-7 см, 30-45 мм в диаметре; саркотеста красная.
Вид распространён в Австралии (Квинсленд). Растёт на высоте от 0 до 1000 метров над уровнем моря. Растения разбросаны по пересеченной местности, часто в пределах или вблизи леса, а иногда и во влажных эвкалиптовых лесах. Растения находятся на ровных участках вблизи рек, а также на крутых сухих склонах. Климат резко тропический.
Нет серьёзных угроз. Растения встречаются в национальных парках и на территории природоохранного объекта «Влажные тропики Квинсленда».

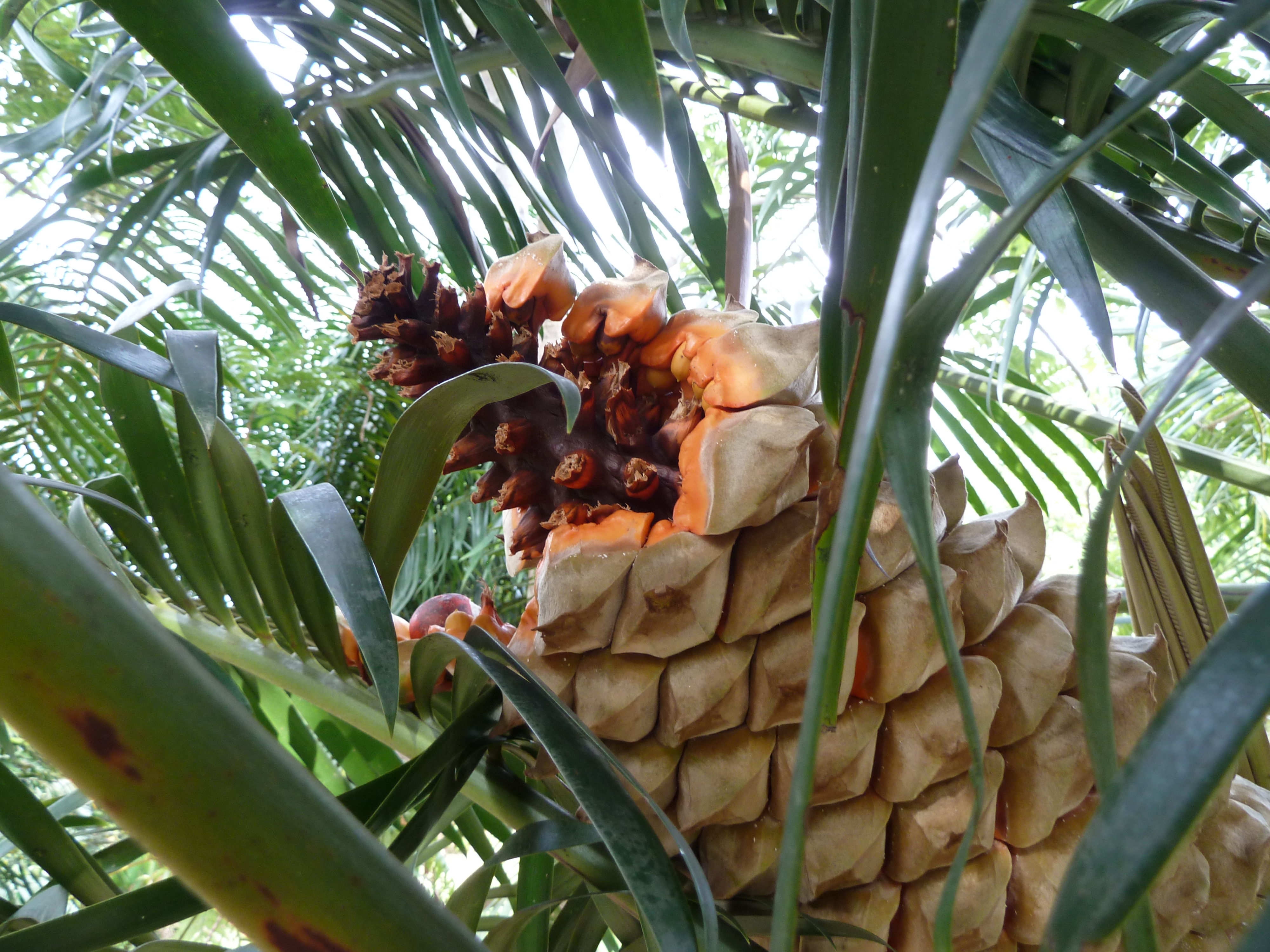